# Eupithecia gradatilinea
Euphitecia gradatilinea es una especie de polilla de la familia Geometridae. La especie fue descrita por primera vez por Louis Beethoven Prout habiendo sido descrita en 1916, con distribución amplia en sur de África.

## Descripción
Es una polilla pequeña, la longitud de las alas anteriores es de unos 10 milímetros (0,4 plg). Las alas anteriores son elongadas de color marrón grisáceo, con un área que delinea un área oscura triangular en la costa que encierra un punto discal claro. Se han registrado adultos volando de septiembre a marzo.
La oruga puede ser marrón o verde con proyecciones dorsales. Las orugas se alimentan de Vachellia karroo de regiones subtropicales húmedos.